# Kasjubiska

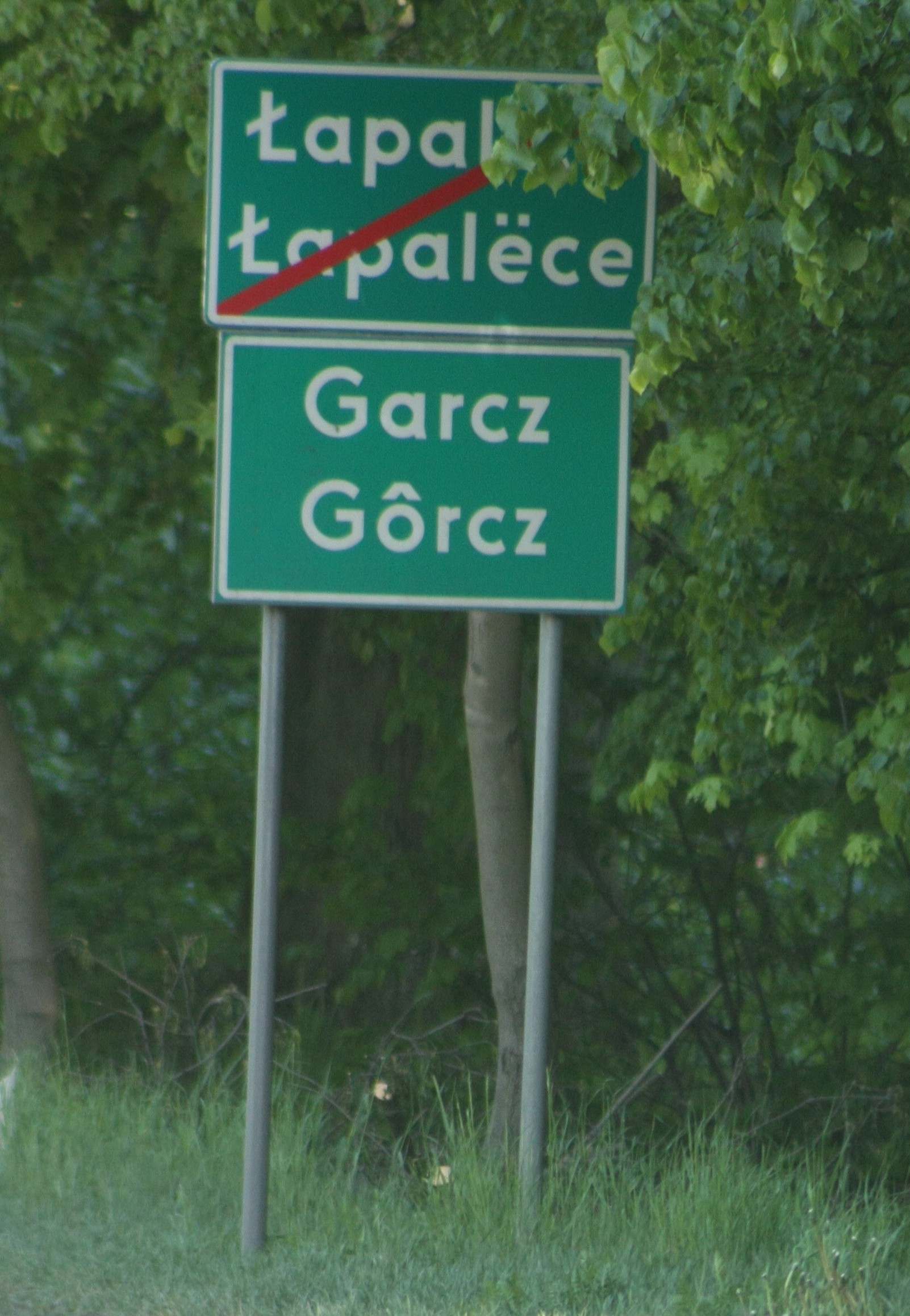
Tvåspråkiga skyltar i Garcz, med polska namnet överst och kasjubiska under.

Kasjubiska, pomeranska, är ett språk inom den lechitiska grenen av de västslaviska språken. Det talas av cirka 100 000 personer i norra Polen väster om Gdańsk-Gdynia, framförallt i regionen Kassubien.

## Historia
Sedan 1850-talet har man sökt höja kasjubiskan till ett litteraturspråk. I synnerhet har Florian Ceynowa (d. 1880) varit mycket verksam i detta syfte. Han har för kasjubiskan uppgjort ett eget alfabet, skrivit en kasjubisk grammatik (1879), utgivit en samling etnografisk-historiska skildringar ur kasjubernas liv (Skorb kaszébsko-slovjnskjé mòvé-, 13 häften, 1866-68) och, under namnet "Wójkasin", åtskilliga mindre folkskrifter. En annan författare är Hieronim Derdowski (Jarosz Dyrda).
Det äldsta prov på språket föreligger i en översättning av Martin Luthers katekes från 1643 (nya upplagor 1752 och 1828). Det var först Christoph Mrongovius (1823 och 1828), som gjorde kassuberna med deras språk till föremål för en allmännare uppmärksamhet.

## Särdrag
Kasjubiska språket är liksom sorbiskan (i Brandenburg och Sachsen) och den på 1700-talet utdöda polabiskan i Hannover en rest av de baltiska slavernas (vendernas) språk. Man har velat anse det som en polsk dialekt, men det skiljer sig väsentligen från polska genom -ar- för äldre -or- mellan två konsonanter (kasjubiskans karwo: polskans krowa, ko), genom att göra skillnad på långa och korta vokaler (polskan hade långa och korta vokaler fram till 1500-talet, men har nu blott korta vokaler) och genom rörlig accent eller (i de sydliga dialekterna) accenten på första stavelsen (som i tjeckiskan), i böjningen bland annat genom instrumentalis singular maskulinum och neutrum på nasalt -e istället för -em och dualformer hos verbet. Den västra dialekten (i Pommern) kallas slovinziska; en mellanform mellan den egentliga kasjubiskan och slovinziskan är kabatkiskan.

## Fonologi

### Vokaler
|              | Främre | Central | Bakre |
| ------------ | ------ | ------- | ----- |
| Sluten       | i      | ɨ       | u     |
| Mellansluten | e      | ə \| ɞ  | o     |
| Mellanöppen  | ɛ      | ə \| ɞ  | ɔ     |
| Öppen        |        | a       |       |

Vokaler [a], [o], [u] och [ɛ] kan också realiseras som nasala.
Källa:

### Konsonanter
|             | Labial | Dental   | Alveolar | Palatal | Velar  | Glottal |
| ----------- | ------ | -------- | -------- | ------- | ------ | ------- |
| Nasal       | m      | n        |          | ɲ       |        |         |
| Klusil      | p \| b | t \| d   |          |         | k \| g |         |
| Affrikat    |        | ts \| dz | ʧ \| ʤ   |         |        |         |
| Frikativ    | f \| v | s \| z   | ʃ \| ʒ   |         | x      | h       |
| Tremulant   |        |          | r        |         |        |         |
| Approximant |        |          | l        | j       | w      |         |

Källa:

## Alfabet

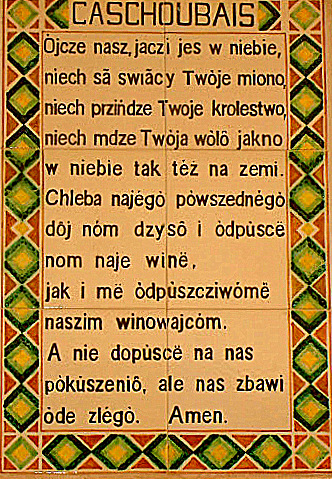
”Fader vår” på kasjubiska i Jerusalem.

Kasjubiska alfabetet skrivs med det latinska alfabetet som anpassats till det kasjubiska ljudsystemet med hjälp av diakritiska tecken och kombinationer av bokstäver.
Aa Ąą Ãã Bb Cc Dd Ee Éé Ëë Ff Gg Hh Ii Jj Kk Ll Łł 
Mm Nn Ńń Oo Òò Óó Ôô Pp Rr Ss Tt Uu Ùù Ww Yy Zz Żż

### Textexempel (Herrens bön)
”Fader vår” på kasjubiska.

Òjcze nasz, jaczi jes w niebie,

niech sã swiãcy Twòje miono,

niech przińdze Twòje królestwò,

niech mdze Twòja wòlô

jakno w niebie tak téż na zemi.

Chleba najégò pòwszednégò dôj nóm dzysô

i òdpùscë nóm naje winë,

jak i më òdpùszcziwómë naszim winowajcóm.

A nie dopùscë na nas pòkùszeniô,

ale nas zbawi òde złégò. Amen